# عمار بن خلیف
عمار بن خلیف (انگلیسی: Amar Benikhlef؛ زادهٔ ۱۱ ژانویه ۱۹۸۲) جودوکار اهل الجزایر است.
وی در مسابقات کشوری و بین‌المللی در مجموع برندهٔ ۲ مدال نقره، ۱ مدال برنز شده‌است.